# Roșiori (Bihor)
Pour les articles homonymes, voir Roșiori.
Roșiori, ou Biharfélégyháza en hongrois, est une commune roumaine du județ de Bihor, en Transylvanie, dans la région historique de la Crișana et dans la région de développement Nord-Ouest.

## Géographie
La commune de Roșiori est située dans le nord du județ, à la limite avec la Hongrie, dans la plaine de la Crișana, entre la rivière Barcău au sud et la Ier au nord, à 16 km au sud de Săcueni et à 25 km au nord d'Oradea, le chef-lieu du județ.
La municipalité est composée des trois villages suivants, nom hongrois, (population en 2002) :
- Mihai Bravu, Félegyházi Újtelep (1 127) ;
- Roșiori, Biharfélegyháza (1 324), siège de la commune ;
- Vaida, Biharvajda (561).

## Histoire
La première mention écrite du village de Roșiori date de 1213 sous le nom de Beruchyon. Le village de Mihai Bravu a été fondé dans les années 1920 par des colons roumains venus de Beiuș et installés sur les terres confisquées de la famille Esterházy.
La commune, qui appartenait au royaume de Hongrie, en a donc suivi l'histoire.
Après le compromis de 1867 entre Autrichiens et Hongrois de l'empire d'Autriche, la principauté de Transylvanie disparaît et, en 1876, le royaume de Hongrie est partagé en comitats. Roșiori intègre le comitat de Bihar (Bihar vármegye).
À la fin de la Première Guerre mondiale, l'Empire austro-hongrois disparaît et la commune rejoint la Grande Roumanie au traité de Trianon.
En 1940, à la suite du deuxième arbitrage de Vienne, elle est annexée par la Hongrie jusqu'en 1944. Elle réintègre la Roumanie après la Seconde Guerre mondiale au traité de Paris en 1947.
Les trois villages de Mihai Bravu, Roșiori et Vaida ont fait partie jusqu'en 2003 de la commune de Diosig, date à laquelle ils ont pris leur autonomie et fondé la nouvelle commune de Roșiori.

## Politique
| Période                                  | Période  | Identité       | Étiquette | Qualité |
| ---------------------------------------- | -------- | -------------- | --------- | ------- |
| Les données manquantes sont à compléter. |          |                |           |         |
| 2008                                     | En cours | Zoltán Kelemen | UDMR      |         |

| Parti | Parti                                      | Sièges |
| ----- | ------------------------------------------ | ------ |
|       | Parti social-démocrate (PSD)               | 1      |
|       | Parti national libéral (PNL)               | 3      |
|       | Union démocrate magyare de Roumanie (UDMR) | 9      |

## Religions
En 2002, la composition religieuse de la commune était la suivante :
- Réformés, 53,33 % ;
- Chrétiens orthodoxes, 34,39 % ;
- Pentecôtistes, 4,52 % ;
- Catholiques romains, 1,87 % ;
- Adventistes du septième jour, 1,29 % ;
- Baptistes, 0,97 % ;
- Grecs-Catholiques, 0,32 %.

## Démographie
En 1910, à l'époque austro-hongroise, les villages composant la commune actuelle comptaient 2 322 Hongrois (97,81 %) et 47 Roumains (1,98 %).
En 1930, on dénombrait 1 995 Hongrois (66,24 %), 969 Roumains (32,17 %) et 46 Roms (1,53 %).
En 2002, ces villages comptaient 1 613 Hongrois (53,55 %), 1 224 Roumains (40,64 %) et 166 Roms (5,51 %). On comptait à cette date 1 200 ménages et 1 088 logements.
| 1880  | 1890  | 1900  | 1910  | 1920  | 1930  | 1941  | 1956  | 1966  |
| ----- | ----- | ----- | ----- | ----- | ----- | ----- | ----- | ----- |
| 2 142 | 2 365 | 2 471 | 2 374 | 2 346 | 3 012 | 2 540 | 3 551 | 3 760 |

| 1977  | 1992  | 2002  | 2007  | - | - | - | - | - |
| ----- | ----- | ----- | ----- | - | - | - | - | - |
| 3 761 | 2 920 | 3 012 | 3 145 | - | - | - | - | - |

## Économie
L'économie de la commune repose sur l'agriculture (céréales, vignes) et l'élevage.

## Communications

### Routes
Roșiori est située sur la route nationale DN19 (route européenne 671) Oradea-Satu Mare.

### Voies ferrées
Roșiori est desservie par la ligne Oradea-Săcueni des Chemins de fer roumains.

## Lieux et monuments
- Roșiori, temple réformé datant de 1837.